# Kerstin Thiele
Kerstin Thiele (Riesa, 26 de agosto de 1986) es una deportista alemana que compite en judo.
Participó en los Juegos Olímpicos de Londres 2012, obteniendo una medalla de plata en la categoría de –70 kg. Ganó dos medallas en el Campeonato Europeo de Judo, plata en 2009 y bronce en 2008.

## Palmarés internacional
| Juegos Olímpicos   | Juegos Olímpicos      | Juegos Olímpicos  | Juegos Olímpicos |
| Año                | Lugar                 | Medalla           | Categoría        |
| ------------------ | --------------------- | ----------------- | ---------------- |
| 2012               | Londres (Reino Unido) | Medalla de plata  | –70 kg           |
| Campeonato Europeo |                       |                   |                  |
| Año                | Lugar                 | Medalla           | Categoría        |
| 2008               | Lisboa (Portugal)     | Medalla de bronce | –70 kg           |
| 2009               | Tiflis (Georgia)      | Medalla de plata  | –70 kg           |